# Casa dos Maciéis Aranhas

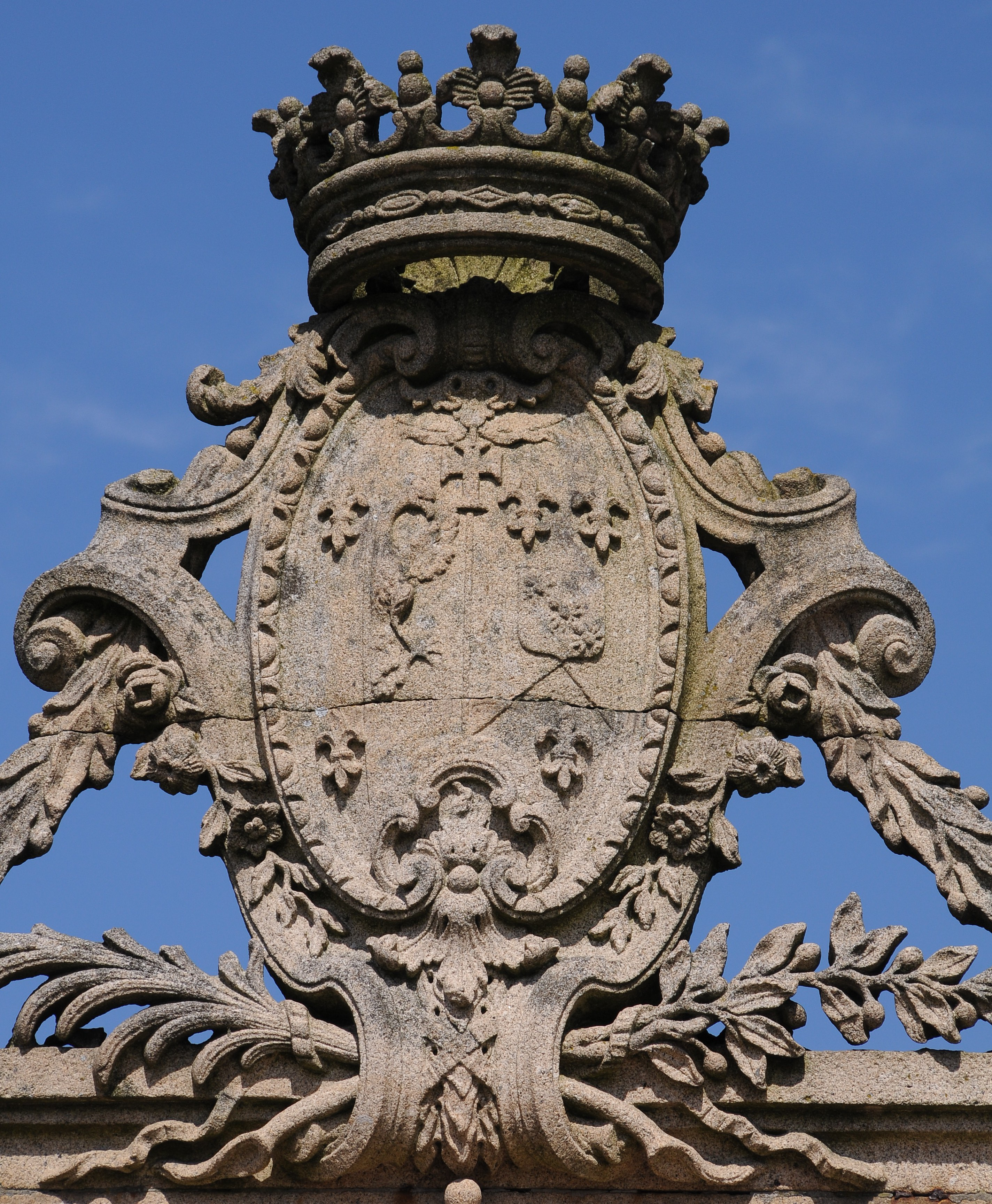
Brasão dos Maciel e Aranha

O Solar dos Maciel e Aranha, também referido como Casa dos Maciéis Aranhas e Casa do Gato Bravo, localiza-se na Praça Conde de Agrolongo, na freguesia de Braga (São José de São Lázaro e São João do Souto), cidade e município de Braga, distrito do mesmo nome, em Portugal.
A Casa dos Maciéis Aranhas está classificada como Imóvel de Interesse Público desde 1971.

## História
Com projeto do arquiteto Carlos Amarante, o edifício foi construído na segunda parte do século XVIII.
Encontra-se classificado como Imóvel de Interesse Público desde 22 de novembro de 1971.

## Características
O solar apresenta planta em forma de "U" dividida internamente em dois pisos, e com uma entrada entre as extensões laterais do edifício. Sobre esta entrada destaca-se a pedra de armas dos Maciel e Aranha.
Anexas à casa localizam-se as Residências (2) anexas à Casa Maciéis Aranhas, também classificadas como imóvel de interesse público.